# Sammisoq
Sammisoq [ˈsamːisɔq] (nach alter Rechtschreibung Sangmissoĸ) ist eine wüst gefallene grönländische Siedlung im Distrikt Nanortalik in der Kommune Kujalleq.

## Lage
Sammisoq liegt an der Westküste der gleichnamigen (Halb-)Insel, die den südlichen Teil von Christian IV Ø bildet. Vor dem Ort liegt die Fjordkreuzung Imarsuaq. Der nächstgelegene bewohnte Ort ist Aappilattoq 26 km nordwestlich.

## Geschichte
Sammisoq wurde 1906 besiedelt. 1909 wurde der Wohnplatz zum Udsted erhoben, als welcher Sammisoq Itilleq ablöste. Ab 1911 war Sammisoq eine eigene Gemeinde, der neben Itilleq auch die Wohnplätze Nuuk, und Qernertoq angehörten. Die Gemeinde war die südlichste Grönlands. Sie war Teil des 1. Landesratswahlkreises Südgrönlands.
1919 lebten 49 Menschen lebten im Ort. Die meisten von ihnen waren eingewanderte Tunumiit. Bis 1900 gehörte die Bevölkerung zudem der Herrnhuter Brüdergemeine an. Die Bevölkerung lebte in sieben grönländischen Wohnhäusern. Außerdem gab es eine 55 m² große als Fachwerkbau errichtete Wohnung für den Udstedsverwalter und ein hölzernes Speckhaus mit Laden. Unter den Bewohnern waren acht Jäger, der Udstedsverwalter und ein Katechet. Die Bevölkerung lebte vor allem vom Robbenfang.
1925 verlor die Gemeinde Sammisoq den Wohnplatz Nuuk an die Gemeinde Aappilattoq. 1930 wurde im Landesrat vorgeschlagen, dass Sammisoq zugunsten von Itilleq aufgegeben wird, weil die Fangbedingungen dort besser waren. Die Idee wurde jedoch 1931 vorerst verworfen, weil die Bewohner in beiden Orten nicht einverstanden waren. 1934 wurde der Fall wiederaufgenommen, weil die Bevölkerung sich mehr und mehr einverstanden zeigte. Auch wegen der schlechten Gesundheitsbedingungen, die Distriktsarzt Axel Laurent-Christensen ankreidete, beschloss der Landesrat, dass eine Umsiedlung von Sammisoq nach Itilleq in Erwägung gezogen werden sollte. 1936 gab Grønlands Styrelse bekannt, dass man sich der Sache annehmen werde. 1939 brach der Zweite Weltkrieg aus und Grönland verlor die Verbindung nach Dänemark, wodurch der Plan nicht weiter verfolgt werden konnte. 1943 wurde Sammisoq aufgegeben.